# Onthophagus varianus
Onthophagus varianus är en skalbaggsart som beskrevs av Lea 1923. Onthophagus varianus ingår i släktet Onthophagus och familjen bladhorningar. Inga underarter finns listade i Catalogue of Life.